# British Open 1996
British Open 1996 (также известен как Castella Classic British Open 1996 — по названию спонсора) — профессиональный рейтинговый снукерный турнир, который проходил с 1 по 8 апреля 1996 года в Плимуте, Англия. Победителем турнира стал Найджел Бонд, обыгравший в финале предыдущего чемпиона, Джона Хиггинса, со счётом 9:8.
В последний раз спонсором турнира выступила компания Castella Classic.

## Результаты

### Основной турнир

#### 1/32 финала
Матчи по 5 побед

| Стивен Хендри 5:1 Терри Мёрфи Марк Джонстон-Аллен 5:2 Стив Дэвис Ронни О'Салливан 5:2 Оливер Кинг Джон Пэррот 5:3 Марк Роуинг Джеймс Уоттана 5:2 Карл Броутон Алан Макманус 5:3 Стив Микин Джимми Уайт 5:3 Мэттью Стивенс Даррен Морган 5:3 Стефан Мазроцис Кен Доэрти 5:1 Бэрри Пинчес Питер Эбдон 5:3 Пэт Хорн Джон Хиггинс 5:1 Джейми Бёрнетт Найджел Бонд 5:0 Пол Макфилипс Дэйв Харольд 5:2 Энтони Болсовер Марк Беннетт 5:0 Тони Драго Стивен Ли 5:2 Терри Гриффитс Марк Уильямс 5:4 Дэвид Ро | Энди Хикс 5:1 Крис Скэнлон Дин О'Кейн 5:2 Мэттью Коуч Джо Свэйл 5:2 Билли Снэддон Фергал О’Брайен 5:1 Ален Робиду Мик Прайс 5:2 Энтони Дэвис Мартин Кларк 5:4 Джо Джонсон Гэри Уилкинсон 5:2 Стюарт Петтман Тони Ноулз 5:3 Джимми Мики Грэм Дотт 5:4 Вилли Торн Стив Джеймс 5:1 Марк Флауэрдью Майк Халлетт 5:2 Брайан Морган Нил Фудс 5:4 Ясин Мерчант Джейсон Фергюсон 5:0 Стив Ньюбери Дин Рейнолдс 5:4 Дэвид Макдоннелл Энтони Хэмилтон 5:2 Карл Пэйн Деннис Тейлор 5:0 Род Лоулер |

#### 1/16 финала
Матчи до 5 побед
 Стивен Хендри 5:1 Джо Свэйл  

 Ронни О'Салливан 5:1 Грэм Дотт  

 Джон Пэррот 5:3 Дин Рейнолдс  

 Тони Ноулз 5:4 Джеймс Уоттана  

 Алан Макманус 5:4 Стив Джеймс  

 Фергал О’Брайен 5:3 Джимми Уайт  

 Даррен Морган 5:4 Мартин Кларк  

 Кен Доэрти 5:3 Энди Хикс  

 Питер Эбдон 5:4 Деннис Тейлор  

 Джон Хиггинс 5:4 Джейсон Фергюсон  

 Найджел Бонд 5:1 Дин О'Кейн  

 Дэйв Харольд 5:2 Мик Прайс  

 Гэри Уилкинсон 5:0 Марк Беннетт  

 Марк Уильямс 5:1 Нил Фудс  

 Марк Джонстон-Аллен 5:4 Энтони Хэмилтон  

 Стивен Ли 5:2 Майк Халлетт 

#### 1/8 финала
Матчи до 5 побед
 Найджел Бонд 5:4 Стивен Хендри  

 Ронни О'Салливан 5:3 Кен Доэрти  

 Джон Пэррот 5:2 Гэри Уилкинсон  

 Питер Эбдон 5:1 Алан Макманус  

 Даррен Морган 5:1 Фергал О’Брайен  

 Джон Хиггинс 5:3 Стивен Ли  

 Дэйв Харольд 5:2 Марк Джонстон-Аллен  

 Марк Уильямс 5:0 Тони Ноулз 

#### Четвертьфиналы
Матчи до 5 побед
 Дэйв Харольд 5:1 Даррен Морган  

 Джон Хиггинс 5:3 Джон Пэррот  

 Найджел Бонд 5:3 Питер Эбдон  

 Ронни О'Салливан 5:3 Марк Уильямс 

#### Полуфиналы
Матчи до 6 побед
 Джон Хиггинс 6:4 Ронни О'Салливан  

 Найджел Бонд 6:5 Дэйв Харольд 

#### Финал
| Финал: Матч до 9 побед. Plymouth Pavillions, Плимут, 8 апреля 1996 года.                                                                       |                |                          |
| Найджел Бонд · Англия | 9:8            | Джон Хиггинс · Шотландия |
| 71-56, 96(61)-4, 65-64, 53-64(56), 79(79)-47, 18-72, 17-102, 0-91(91), 89(89)-0, 30-60, 99-30, 55-56, 72-0, 0-97, 122(122)-6, 8-128(75), 71-69 |                |                          |
| 122 | Высший брейк   | 91                       |
| 1 | Сенчури-брейки | 0                        |
| 3 | Брейки за 50   | 3                        |